# 규슈 산업대학
규슈 산업대학(九州産業大学)은 일본 후쿠오카현 후쿠오카시 히가시구에 위치한 일본의 사립 대학이다.